# Burgundská dynastie
Burgundská dynastie nebo Burgundští (portugalsky Casa de Borgonha) byla jednou z vedlejších větví rodu Kapetovců. Zakladatelem byl Robert I. Burgundský, syn francouzského krále Roberta II. a bratr krále Jindřicha I. Burgundská dynastie vládla v Burgundském vévodství v letech 1032–1361 a v letech 1103–1383 v Portugalsku (nejdříve hrabství, od r. 1139 království). Přes vedlejší nemanželskou linii Avizů a její taktéž vedlejší nemanželskou linii Braganzů vládli Burgundové v Portugalsku teoreticky až do roku 1853.

## Burgundská linie
Robert I. Burgundský syn francouzského krále Roberta II založil burgundskou dynastii tím, že se stal v roce 1032 burgundským vévodou. Vévodství obdržel jako mírové urovnání, díky spornému nástupnictví na trůn Francie se svým bratrem králem Jindřichem. Vnuk vévody Roberta I. Jindřich Burgundský se stal v roce 1093 portugalským hrabětem a založil tak portugalskou linii rodu Burgundů.
Tato linie Kapetovců vládla v Burgundsku bezproblémově a legitimně po 12 generací, než tato větev rodu vévodou Filipem I. v roce 1361 vymřela.
Burgundští vévodové z burgundské dynastie:
- Robert I. Burgundský – (1032–1076), zakladatel dynastie
- Hugo I. Burgundský – (1076–1079), syn Jindřicha I. Francouzského
- Odo I. Burgundský – (1079–1103), jeho bratr
- Hugo II. Burgundský – (1103–1143)
- Odo II. Burgundský – (1143–1162)
- Hugo III. Burgundský – (1162–1192)
- Odo III. Burgundský – (1192–1218)
- Hugo IV. Burgundský – (1218–1271)
- Robert II. Burgundský – (1271–1306)
- Hugo V. Burgundský – (1306–1315)
- Odo IV. Burgundský – (1315–1350)
- Filip I. Burgundský – (1350–1361), vymřela s ním hlavní linie

Po vymření této větve připadlo Burgundsko jako odumřelé léno francouzské koruně. Ale už v roce 1363 ho lehkomyslný král Jan Dobrý udělil svému synovi Filipovi Smělému. Tím se vydělila vedlejší burgundská linie dynastie Valois, za jejíž vlády dosáhlo Burgundsko vrcholu své moci a začalo usilovat o nezávislost na Francii.

## Portugalská linie (Alfonsinská dynastie)
Vnuk vévody Roberta I., Jindřich Burgundský založil v roce 1093 Portugalské hrabství, zprvu podléhající Království León. Jindřich Burgundský zemřel roku 1112 a regentkou portugalského hrabství se na příštích čtrnáct let, kdy bylo jeho synu Alfonsovi cca 16–19 let, stala královna matka Tereza Kastilská (levobočná dcera Alfonse VI. Kastilského). Mladičký hrabě Alfons roku 1128 vyhlásil nezávislost Portugalska a po vítězné bitvě u Ourique byl vojskem provolán za krále Portugalska. Alfons I. Portugalský byl oficiálně králem uznán ze strany papeže v roce 1139.
Portugalská větev burgundské dynastie bývá také nazývána jako Alfonsinská dynastie.
Burgundští panovali v Portugalsku více než dvě století, poslední král Ferdinand I., který zemřel v roce 1383, měl však pouze dceru Beatrix, jejíž manžel kastilský král Jan I. nedokázal nárok na trůn obhájit. Trůn tak získal nemanželský syn krále Petra I., který byl zakladatelem dynastie Aviz Jan I.
- Jindřich Burgundský – (1103–1112), hrabě
- Alfons I. Portugalský – (1112–1139–1185), od roku 1139 král Portugalský
- Sancho I. Portugalský – (1185–1211)
- Alfons II. Portugalský – (1211–1223)
- Sancho II. Portugalský – (1223–1248)
- Alfons III. Portugalský – (1248–1279), první král užívající titul král Portugalska a Algarve
- Dinis I. Portugalský – (1279–1325)
- Alfons IV. Portugalský – (1325–1357)
- Petr I. Portugalský – (1357–1367)
- Ferdinand I. Portugalský – (1367–1383)

Galerie
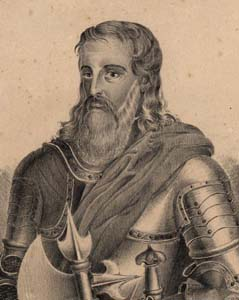
Jindřich
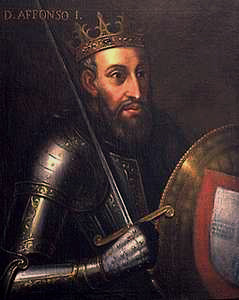
Alfons I.
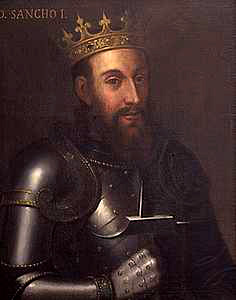
Sancho I.
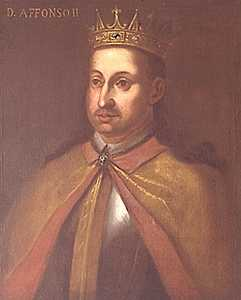
Alfons II.
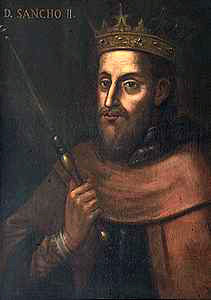
Sancho II.
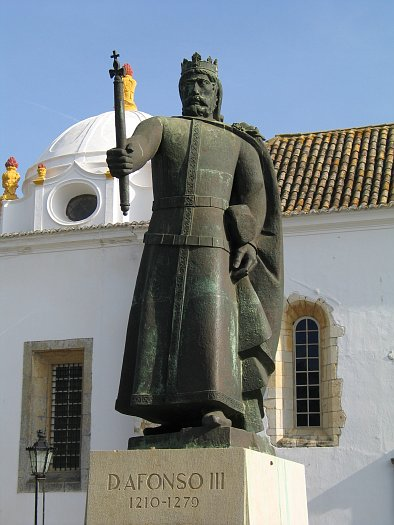
Alfons III.
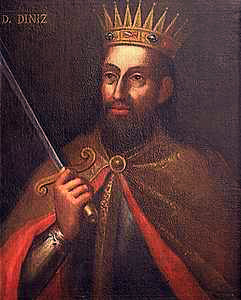
Dinis I.
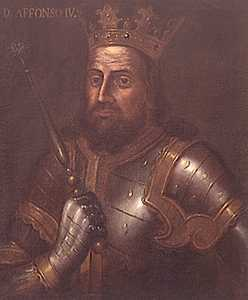
Alfons IV.
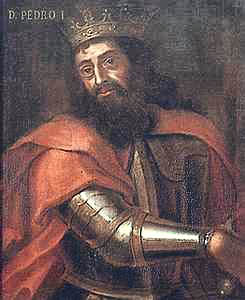
Petr I.
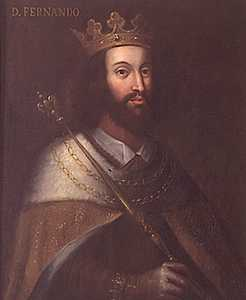
Ferdinand I.

### Dynastie Aviz
Nemanželský syn portugalského krále Petra I, Jan I. se stal zakladatelem vedlejší linie burgundské dynastie známé jako dynastie Aviz. Tato dynastie se po vymření hlavní linie portugalských Burgundů stala vládnoucí dynastií. Portugalsku vládla v letech 1385 až 1580.